# Der Templer und die Jüdin
Der Templer und die Jüdin (título original en alemán; en español, El templario y la judía) es una ópera en tres actos con música de Heinrich Marschner y libreto en alemán de Wilhelm August Wohlbrück, basado en numerosos trabajos intermedios a partir de la novela Ivanhoe de Walter Scott. Se estrenó en Leipzig el 22 de diciembre de 1829. Esta ópera se convirtió en la más famosa de Marschner y tuvo más de 200 representaciones en Alemania a lo largo de los 70 años posteriores.

## Personajes
| Personaje                                           | Tesitura      | Reparto del estreno, 22 de diciembre de 1829 (Director: Heinrich Marschner) |
| --------------------------------------------------- | ------------- | --------------------------------------------------------------------------- |
| Brian de Bois-Guilbert, templario                   | barítono      | Heinrich Hammermeister                                                      |
| Frère Tuck, ermitaño de Copmanhurst                 | bajo          | Wilhelm Fischer                                                             |
| Cedric von Rotherwood, caballero sajón              | bajo          | Wilhelm Pögner                                                              |
| El caballero negro (El rey Rocardo)                 | bajo          | Eduard Schütz                                                               |
| Lokslei, el jefe de los bandidos (Robin)            | barítono      |                                                                             |
| Lucas de Beaumanoir, Gran Maestre de los templarios | bajo          |                                                                             |
| Maurice de Bracy, caballero normando                | tenor         |                                                                             |
| Rebecca, la judía, hija de Isaac de York            | soprano       | Fortunata Franchetti-Wazel                                                  |
| Rowena von Hargottstandstede, protegida de Cedric   | soprano       | Henriette Wüst                                                              |
| Wamba, un loco                                      | tenor         | August Wiedemann                                                            |
| Wilfried von Ivanhoe, hijo de Cedric                | tenor         | Ubrich                                                                      |
| Oswald, intendente de Cedric                        | bajo          |                                                                             |
| Albert Malvoisin, caballero normando                | papel hablado |                                                                             |
| Conrad, escudero de Malvoisin                       | papel hablado |                                                                             |
| Elgitha, criada de Rowena                           | papel hablado |                                                                             |
| Isaac de York, un judío                             | papel hablado |                                                                             |
| Walter, un bandido                                  | papel hablado |                                                                             |
| Willibald, un bandido                               | papel hablado |                                                                             |
| Robert, escudero de Bois-Guilbert                   | papel hablado |                                                                             |
| Philip, escudero de Bois-Guilbert                   | papel hablado |                                                                             |
| Herdibert                                           | papel hablado |                                                                             |